# Rita Gassmann
Rita Gassmann (* 17. Juni 1935 in Zürich; † 22. Januar 2014 ebenda) war eine Schweizer Gewerkschafterin und Politikerin (SP). Die Schwerpunkte ihrer politischen Arbeit waren die Gleichberechtigung zwischen Mann und Frau, die Teilzeitarbeit und die Arbeit des Verkaufspersonals.

## Leben
Rita Gassmann wuchs im Kanton Glarus und in Zürich in einer Eisenbahnerfamilie auf. 1954 begann sie eine kaufmännische Lehre, die sie 1956 abschloss. Dann arbeitete Gassmann im Zentralsekretariat der schweizerischen Gewerkschaft Verkauf Handel Transport Lebensmittel (VHTL). Von 1958 bis 1966 war sie Sekretärin in der Privatwirtschaft, bevor sie zwischen 1966 und 1977 als Assistentin der Jugendstaatsanwaltschaft des Kantons Zürich tätig war.

## Gewerkschaftliche Arbeit
1977 wurde Rita Gassmann Zentralsekretärin der Gewerkschaft VHTL. Sie übernahm das Amt von Maria Zaugg-Alt. Anders als ihre Vorgängerin war sie von Anfang an nicht nur für die Gleichstellungsarbeit verantwortlich, sondern auch in der Bewegungsarbeit tätig. Sie war unter anderem Teilnehmerin wichtiger Lohnverhandlungen mit den grossen Detailhändlern Coop und Migros.
Ab 1986 präsidierte sie zudem die Frauenkommission des Schweizerischen Gewerkschaftsbundes (SGB). Dieses Amt gab sie 1993 auf. Neben ihrem Amt in der Frauenkommission des SGB engagierte sie sich von 1986 bis 1994 zudem als Vizepräsidentin des Präsidialausschusses des SGB. Ab 1991 war sie im Vorstand des Internationalen Bunds der Privatangestellten (FIET). In ihren letzten Berufsjahren von 1995 bis 1997 präsidierte sie die Gewerkschaft VHTL. Bis 1997 war sie zudem Zentralsekretärin des VHTL.
Während ihrer Zeit bei den Gewerkschaften vertrat sie diese in zahlreichen Kommissionen und Gremien des Bundes. So war sie zwischen 1983 und 1992 im Zentralvorstand der Schweizerischen Radio- und Fernsehgesellschaft (SRG). Im selben Jahr wurde sie auch Verwaltungsrätin des AHV-Ausgleichsfonds. Dieses Mandat gab sie 1996 wieder ab. Von 1992 bis 1997 war sie Verwaltungsrätin der Suva.

## Politischer Werdegang
Im Jahr 1974 wurde sie Präsidentin der SP Frauen, die sie bis 1981 präsidierte. Zeitgleich war sie Mitglied der Geschäftsleitung der SP Schweiz.